# Manifattura d'armi di Versailles
La Manifattura d'armi di Versailles (in francese Manufacture d'armes de Versailles), era un'azienda produttrice di armi da fuoco, con sede a Versailles (Francia). Venne fondata nel 1793 rimanendo in attività sino all'agosto del 1818. Il celebre armiere Nicolas-Noël Boutet venne nominato "direttore artistico" della manifattura già dal 23 agosto 1792 nel quadro della riorganizzazione della produzione nazionale di armamenti deciso dall'Assemblea Legislativa il 19 di quello stesso mese, conservandone poi la gestione anche sotto il Direttorio. Sotto il Consolato ed il Primo impero, la manifattura di Versailles, che in origine produceva solo ami da guerra, iniziò a produrre anche armi di lusso o Armes d'honneur, destinate a ricompensare gli ufficiali distintisi e sciabole da parata. La manifattura giunse ad impiegare più di 400 operai.

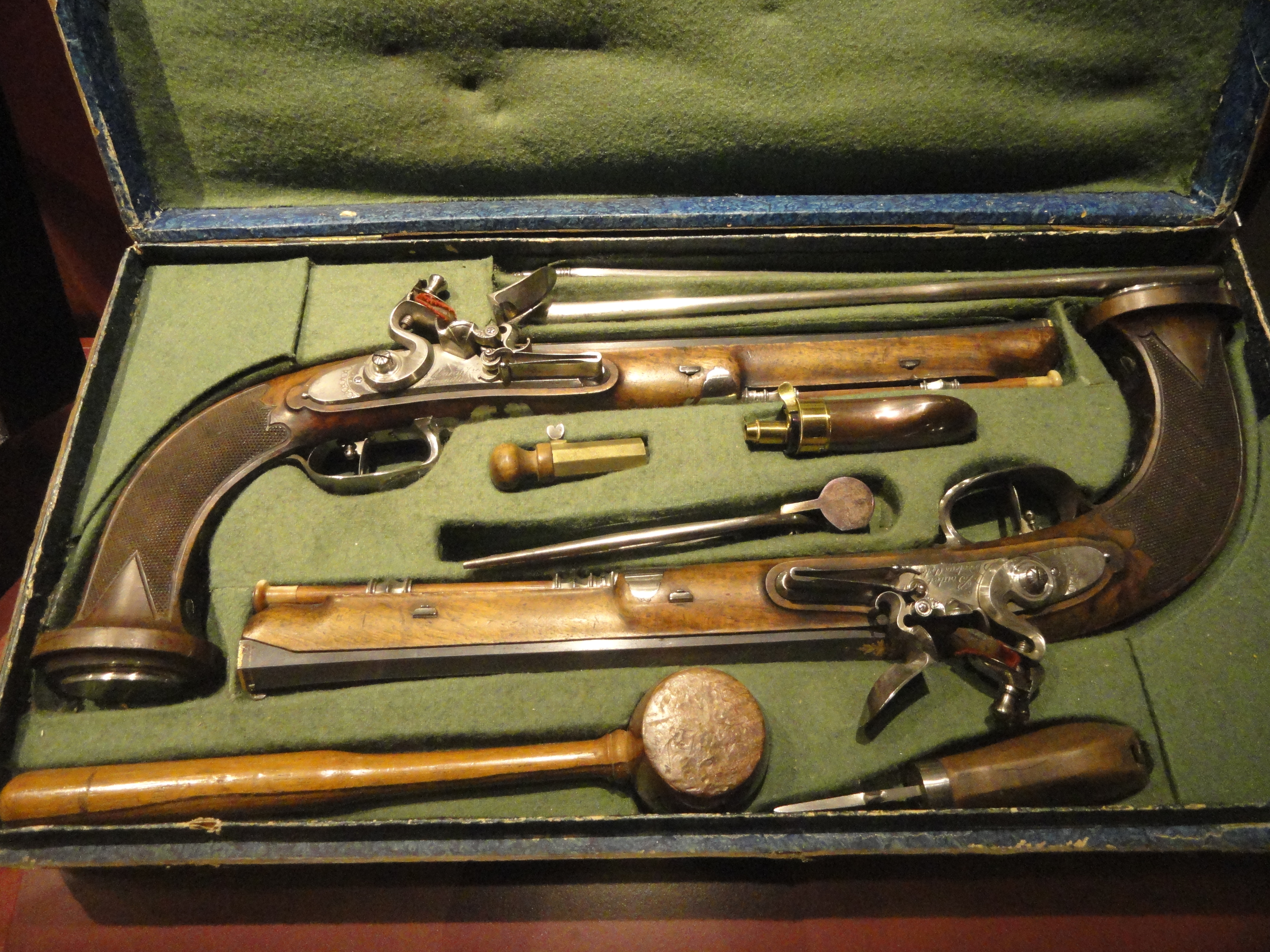
Coppia di pistole da duello con cofanetto d'epoca, opera di Nicolas Boutet della Manifattura di Versailles, conservate oggi al Royal Ontario Museum di Toronto.

## Armamento militare

### Periodo rivoluzionario

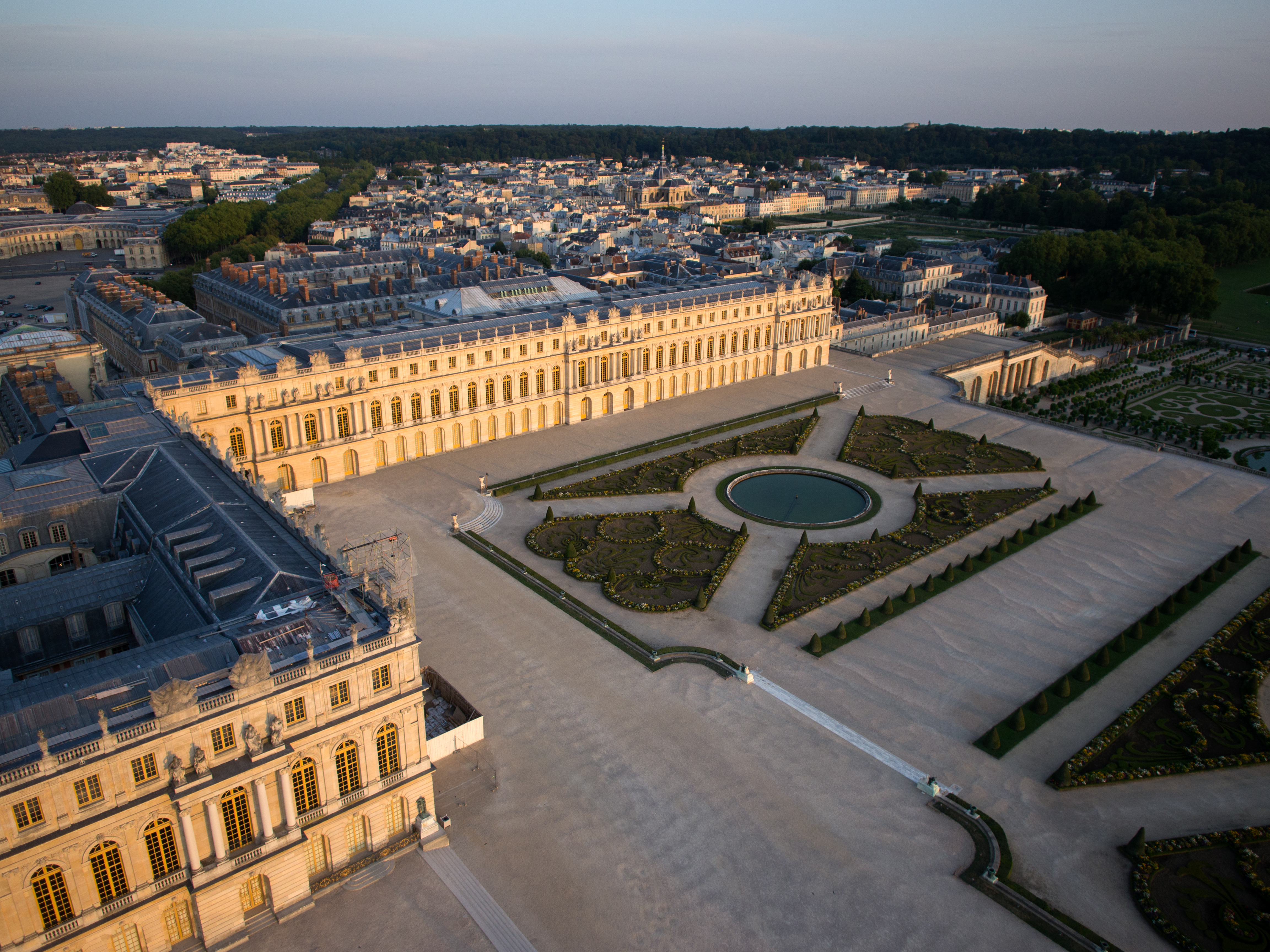
L'Aile du Midi del Palazzo di Versailles dove venne installato l'atelier dell'armeria durante la Rivoluzione Francese.

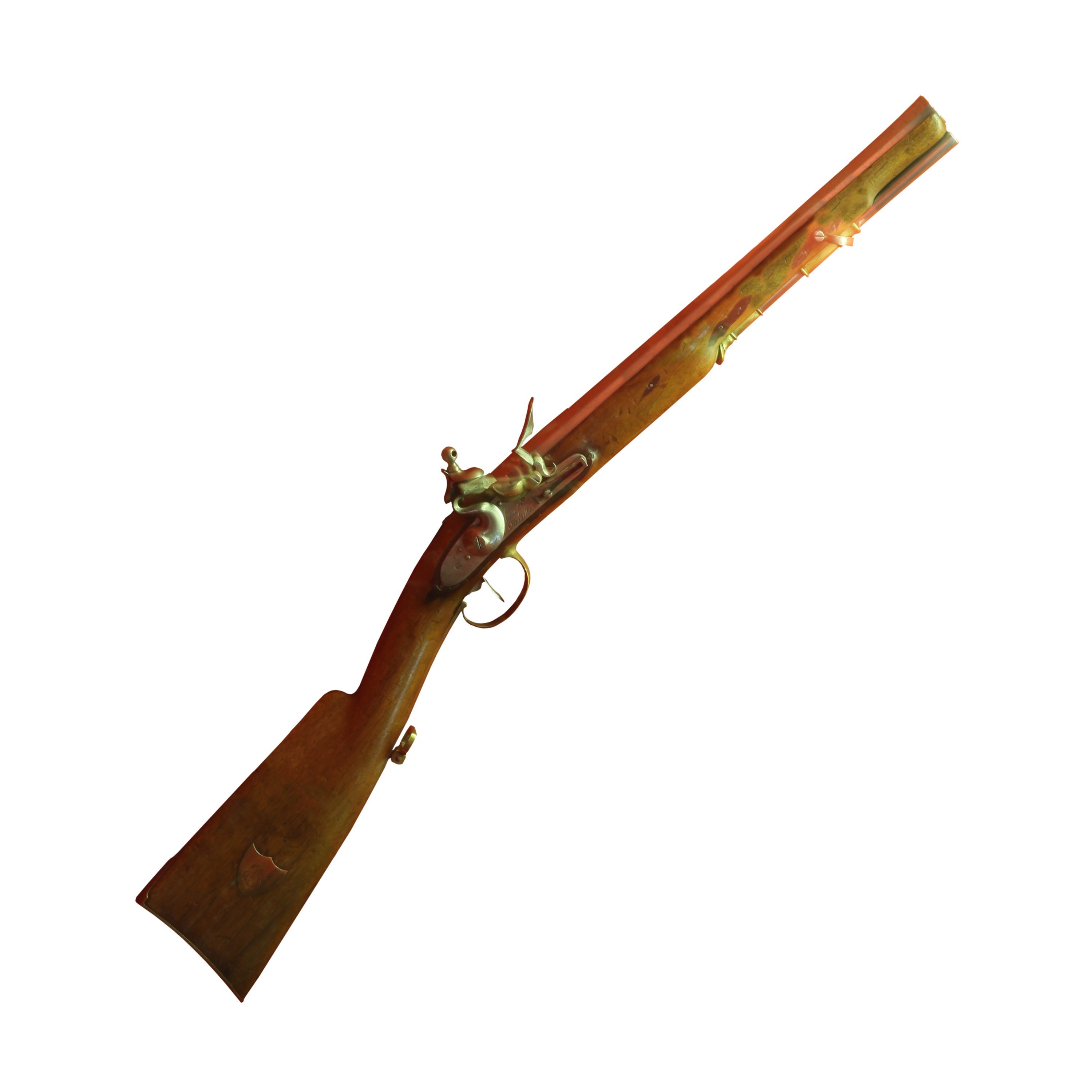
Carabina modello 1793 conservata al Musée d'art et d'histoire di Neuchâtel.

Il primo atelier di fabbrica d'armi da guerra a Versailles venne inaugurato il 7 ottobre 1793, divenendo poi la "Manufacture d'armes de Versailles" dal 1 febbraio dell'anno successivo. Questo venne allestito presso l'Aile du Midi del Palazzo di Versailles.
Questo atelier venne aperto per iniziativa del Consiglio della comune e venne amministrato da un agente contabile e da un direttore, con scopi specificatamente militari. Boutet fu in un primo tempo direttore tecnico, sotto la direzione generale di Pierre Bénézech, nominato dal comitato di salute pubblica nel 1794 per presiedere la commissione d'armi, polveri ed esplosivi dello stato francese.

#### La carabina mod. 1793 e le sue varianti
Nel 1793, la manifattura mise a punto una carabina, nelle versioni "fanteria" e "cavalleria", la quale, in quest'ultima versione, venne poi adottata dall'esercito col nome di "carabine An III".

### Consolato e primo impero
Nel 1810, il capitano Gaspard Gourgaud, dell'École polytechnique di Parigi, ufficiale d'artiglieria e futuro primo ufficiale d'ordinanza dell'imperatore, venne destinato alla fabbrica in qualità di consigliere tecnico. Secondo Charles Théodore Beauvais de Préau, autore di "Victoires et conquêtes des armées françaises", fu lui ad aiutare nello sviluppo di armi da fuoco innovative per l'epoca, facendo della fabbrica di Versailles il proprio laboratorio principale e sperimentale.

#### Armes d'honneure armi da parata

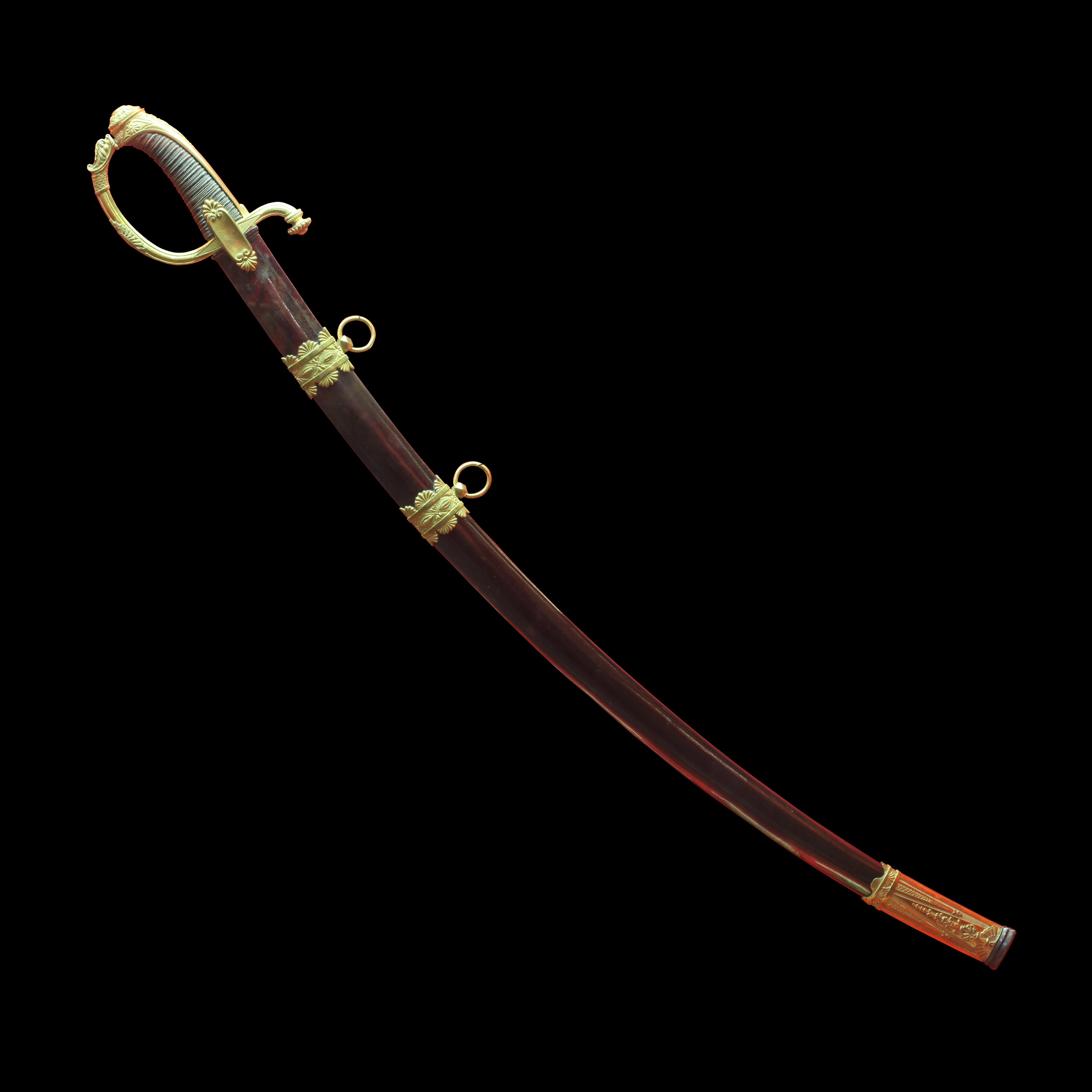
Sciabola da parata del periodo del Primo impero francese, conservata al Musée d'art et d'histoire di Neuchâtel.

L'idea della produzione delle prime Armes d'honneur prodotte dalla fabbrica, destinate a premiare gli atti di coraggio individuali di singoli valorosi, iniziarono a divenire popolari durante la campagna del 1796-1797 in Italia, per iniziativa del generale Bonaparte dopo la proclamazione di uno specifico ordine dato a Passeriano l'11 fruttidoro An V. La tradizione venne codificata sera con un ordine del giorno del 14 piovoso An II e ufficialmente istituita sotto il Consolato il 29 floreale An X quando, con la creazione della Legion d'onore, le Armes d'honneur non vennero più distribuite, ma continuarono ad essere prodotte per gli alti ufficiali che ne facevano richiesta.
Queste armi erano di tipologie differenti: fucili o carabine e sciabole a brichetto per la fanteria, sciabole e pistole per gli ufficiali, sciabole e moschetti per la cavalleria. Tutte queste armi rispondevano a modelli regolamentari dell'esercito, ma erano molto più raffinate nell'esecuzione e presentavano spesso caratteristiche e decorazioni uniche nel loro genere. Le armi da fuoco sovente portavano un piccolo scudo metallico col nome del beneficiario e l'indicazione dell'azione per cui essa veniva concessa; le lame delle armi bianche erano fornite dalla Manifattura d'armi di Kalingenthal. A partire dal 4 nevoso An VIII, tutte le armi vennero prodotte esclusivamente e in ogni loro parte a Versailles.
Alcune Armes d'honneurpresentavano delle cesellature, delle placcature in oro, divenendo dei veri e propri capolavori del settore. Effettivamente, Nicolas-Noël Boutet prescelse a lavorare nella fabbrica anche diversi orafi per dare maggiore eleganza e definizione ai prodotti usciti dalla sua fabbrica..

## Armi civili
Oltre alla produzione di armi per l'esercito, la manifattura produsse anche una serie di armi civili come pistole da duell, pistole da tasca per autodifesa e soprattutto armi da caccia.